# Goldfinger (roman)
Goldfinger is het zevende boek uit de James Bondreeks, geschreven door Ian Fleming.
Fleming schreef de roman in 1959 als zesde aflevering in de reeks van James-Bondboeken. Het boek werd uitgegeven door de Britse uitgeverij Gliderose Productions. Vanaf 1964 was het boek in het Nederlands verkrijgbaar onder de titel De Man met de Gouden Vingers.
Het boek werd door veel critici gezien als een van de zwakkere delen uit de reeks. Men struikelde vooral over de vele onwaarschijnlijkheden in het boek. Desondanks groeide Goldfinger meteen uit tot bestseller. Het boek is uiteindelijk in 14 talen vertaald.
Vijf jaar na het uitkomen van het boek werd er een gelijknamige verfilming gemaakt door EON Productions. Deze film werd een van de succesvolste in de James Bond-verfilmingen.

## Verhaal
James Bond ontmoet tijdens een vakantie in Miami de rijke en hebberige zakenman Auric Goldfinger, die vermoedelijk werkt aan een goudsmokkel. De vriendin en secretaresse van Goldfinger heet Jill Masterton. Bond betrapt Goldfinger op valsspelen bij het canasta. Bond slaagt erin om Goldfinger te laten verliezen bij het pokeren en wil dat Jill veilig op de trein naar New York wordt gezet. Maar Jill sterft op onbekende wijze tijdens de treinreis. Terug in Londen ontdekt Bond dat Goldfinger voor SMERSH werkt.
James Bond volgt Goldfinger naar Zwitserland, waar Goldfinger een eigen goudsmederij heeft. Bond komt achter de oorsprong van het enorme fortuin van Goldfinger: de boosdoener smokkelt jaarlijks enorme hoeveelheden goud via het chassis van zijn Rolls Royce van Zwitserland naar Engeland.
Op een avond ontmoet Bond een jonge vrouw die ook spioneert in de buurt van de goudsmederij. Het is Tilly Masterton, die Goldfinger wil vermoorden vanwege de moord op haar zus Jill. Tilly vertelt dan dat Goldfinger op een gruwelijke wijze wraak heeft genomen op Jill door haar hele lichaam goud te schilderen waardoor ze is gestikt (dit is wetenschappelijk onzin).
Bond en Tilly worden echter gevangengenomen door Goldfinger en meegenomen naar New York. Hier vertelt Goldfinger zijn duivelse plan: hij wil de goudvoorraad van Fort Knox stelen. Hij dwingt Bond aan de actie mee te werken.
Bond weet het Amerikaanse leger te waarschuwen door een briefje onder de bril van een vliegtuigtoilet te stoppen als hij met Goldfinger en Tilly naar Kentucky gaat (Kentucky is de plaats waar Fort Knox ligt).
Net op het moment dat Goldfinger Fort Knox wil binnenvallen wordt hij tegengehouden door het Amerikaanse leger. Oddjob, de Koreaanse butler van Goldfinger, blijkt een mes in de rand van zijn hoed verborgen te hebben, waarmee hij Tilly Masterson doodt. Zowel Goldfinger als Oddjob weten hierna te ontkomen.
Als Bond met een vliegtuig terug naar Engeland vliegt, wordt het toestel plots gekaapt door Goldfinger en Oddjob. James Bond breekt met een mes, dat hij verborgen had in zijn schoen, het glazen raampje van het toestel waarna de cabinedruk wegvalt. Oddjob wordt naar buiten gezogen waarna James Bond Goldfinger met zijn handen wurgt.
Na afloop begint James Bond een relatie met Pussy Galore, de piloot van het toestel.